# B. Szabó Edit
ifj. Pál Mihályné B. Szabó Edit (Barcsai, Debrecen, 1938. január 18. – Budapest, 1975. április 18.) magyar szobrászművész.

## Élete
Az általános iskolát Sátoraljaújhelyen végezte, közben a sárospataki szakkörben kezdett rajzolni. 1952-ben a helyi művésztelep tanára, Takács Tamás segítségével a budapesti Művészeti Gimnázium tanulója lett, a Somogyi József és Martsa István vezette szobrászati osztályba járt. 1956 és 1961 között a Magyar Képzőművészeti Főiskolán tanult, mesterei Kisfaludi Strobl Zsigmond, Pátzay Pál és Szabó Iván voltak. 
1964-től rendszeresen szerepelt a Nemzeti Tárlatokon a Műcsarnokban, valamint a stúdió-kiállításokon és vidéken, leginkább Pest megyei kiállításokon. Tagja lett a Fiatal Művészek Stúdiójának. 1969-től a Képzőművészek Szövetségének tagja. 1971 és 1974 között Derkovits-ösztöndíjas volt. Az Élet és Irodalomban jelentek meg illusztrációi. Több állami megbízást is kapott (pl. Őzikeszobor, Jedlik Ányos). Kisplasztikákat és finom vonalú, lírai hangú rajzokat is készített. 1975-ben Páva c. szobra alapján megbízták a sülysápi Emlékmű elkészítésével, de korai halála miatt a művet nem tudta befejezni.1975-ben hunyt el Budapesten.
1975-ben a szentendrei Művésztelepi Galériában emlékkiálítást rendezett a Ferenczy Múzeum, ez volt alkotásainak első gyűjteményes bemutatása. A kiállítás anyagát 1976-ban Gyömrőn és a tápiószelei Blaskovich Múzeumban, majd 1981-ben a sátoraljaújhelyi művelődési központban mutatták be. Művészi hagyatéka 1985 nyarán a sátoraljaújhelyi Kazinczy Múzeumban kapott végleges, állandó otthont.
Férje 1963-tól ifj. Pál Mihály szobrászművész volt.

## Kiállításai

### Egyéni
- Emlékkiállítás, Szentendre (1975)
- Városi Galéria, Sátoraljaújhely (állandó kiállítás, 1985)

## Művei
- Őzikeszobor (1965, Kisvárda, az Óvoda előtt)
- Jedlik Ányos (kő mellszobor, 1967, Városliget, a Közlekedési Múzeum előtt)
- Dombormű (1969, Veresegyház, Művelődési Ház)
- Páva (1974)

## Díjai, kitüntetései
- Derkovits Gyula képzőművészeti ösztöndíj (1971-1974)